# Asnoldo Devonish
Asnoldo Devonish, właśc. Asnoldo Vicente Devonish Romero (ur. 15 czerwca 1932 w Maracaibo, zm. 1 stycznia 1997 w Caracas) – wenezuelski lekkoatleta, specjalista trójskoku, medalista olimpijski z 1952 z Helsinek.
Zdobył brązowy medal w trójskoku na igrzyskach olimpijskich w 1952 w Helsinkach. Był to pierwszy medal olimpijski zdobyty przez sportowca z Wenezueli. Na igrzyskach panamerykańskich w 1955 w Meksyku wywalczył w tej konkurencji srebrny medal. Później nie startował przez kilka lat w zawodach międzynarodowych wskutek nieporozumień z wenezuelską federacją lekkoatletyczną. Po wznowieniu startów międzynarodowych dwukrotnie triumfował w mistrzostwach Ameryki Południowej – w Limie w 1961 i w Cali w 1963. Trzykrotnie stawał na najwyższym podium igrzysk im. Simóna Bolívara w konkurencjach indywidualnych (dwa złota w trójskoku oraz jedno w skoku w dal).
Zakończył karierę w 1963.

## Rekordy życiowe
- Trójskok – 16,13 (1955) były rekord Wenezueli[9]